# 西赤石山
西赤石山（にしあかいしやま）は、愛媛県新居浜市にある標高1,625 mの山である。四国山地西部の石鎚山地に属する。山名は赤茶けた変色を示す橄欖岩質が由来の東赤石山の西側に位置することによる。新・花の百名山（別子銅山越）、四国百名山に選定されている。

## 解説
新居浜市街地の南方に、東西に緩やかな稜線を引いた三角形の頂上を持つ。南西側の鞍部は銅山越 (1,294 m) と呼ばれ、かつて銅の製錬による煤煙や伐採により禿山となっていたが、温暖地域にあって標高が比較的低いにもかかわらず、現在ではツガザクラやアカモノなど高山植物の宝庫となっている。これらの高山植物はこの地域が日本における南限となる。江戸時代は現在の鹿森ダム付近の遠登志（おとし）から銅山越までの中持道を、男子は12貫 (45 キログラム)、女子は8貫 (30 kg) の荒銅を担ぎ降ろし、生活物資を担いで登った。
西赤石山の山腹は遠方から眺める山容とは打って代わり急斜面で、5月下旬頃からアケボノツツジが花を咲かせる。山頂には二等三角点「銅山」が設置され1,625.68 mとなっている。

## 登山ルート
鹿森ダムの遠登志登山口から東平（とうなる）を経て銅山越に至る。または旧別子山村の旧別子登山口から別子銅山遺跡を探訪しながら銅山越に至る。銅山越から稜線沿いに東側へ縦走して山頂に至る。
- 東平から銅山越ルート：東平の奥の登山者用駐車場から約10分で第三通洞の左脇から登山道が始まる。約15分で柳谷経由と馬の背経由の分岐点。柳谷は距離は長いが幅の広いゆるい坂、馬の背は距離は約半分で尾根を直登するコースで、いずれも約55分で銅山峰ヒュッテ着。約30分で銅山越着、約1時間半で西赤石山頂上。
- 旧別子ルート：別子銅山遺跡の中を通って銅山越までの約2時間のコース。

### 山小屋
山小屋「銅山峰ヒュッテ」が東平から約1時間50分、西赤石山の手前約1時間半の位置にある。

## ギャラリー

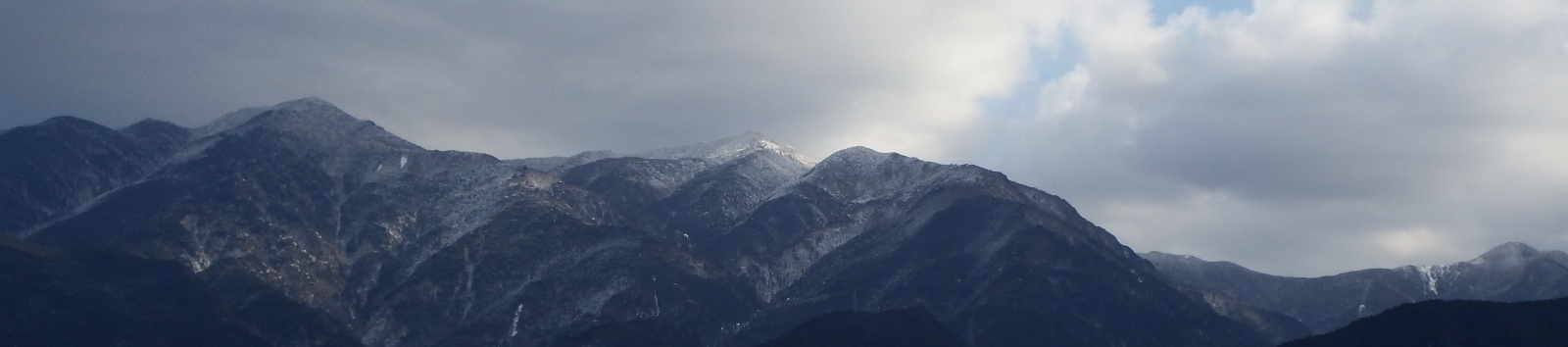
新居浜市の嶺南

新居浜の市街地のどこからでも望める山であるが、左の兜山の方が目立つため、市民にはあまり認識されていない。

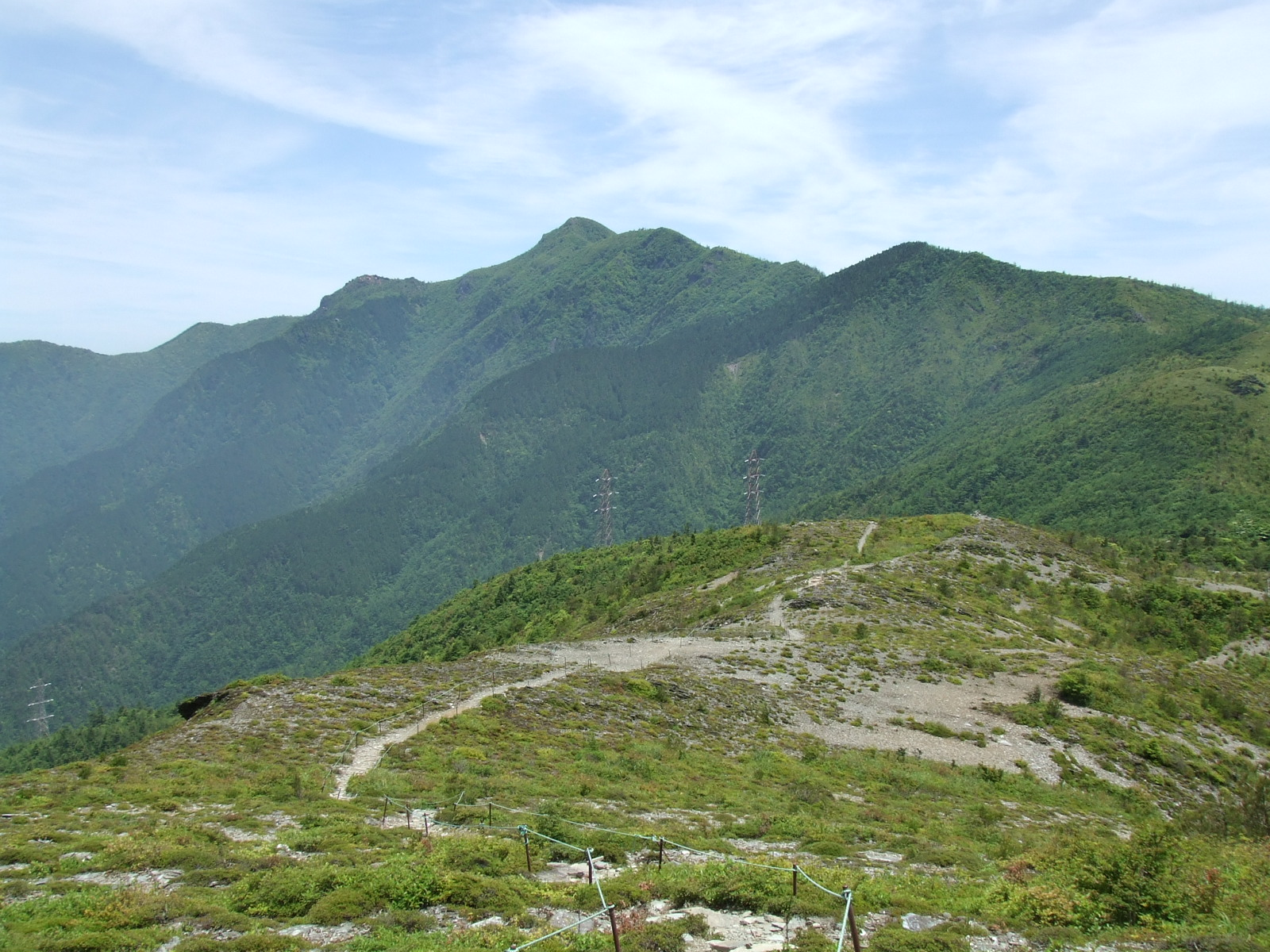
銅山越より
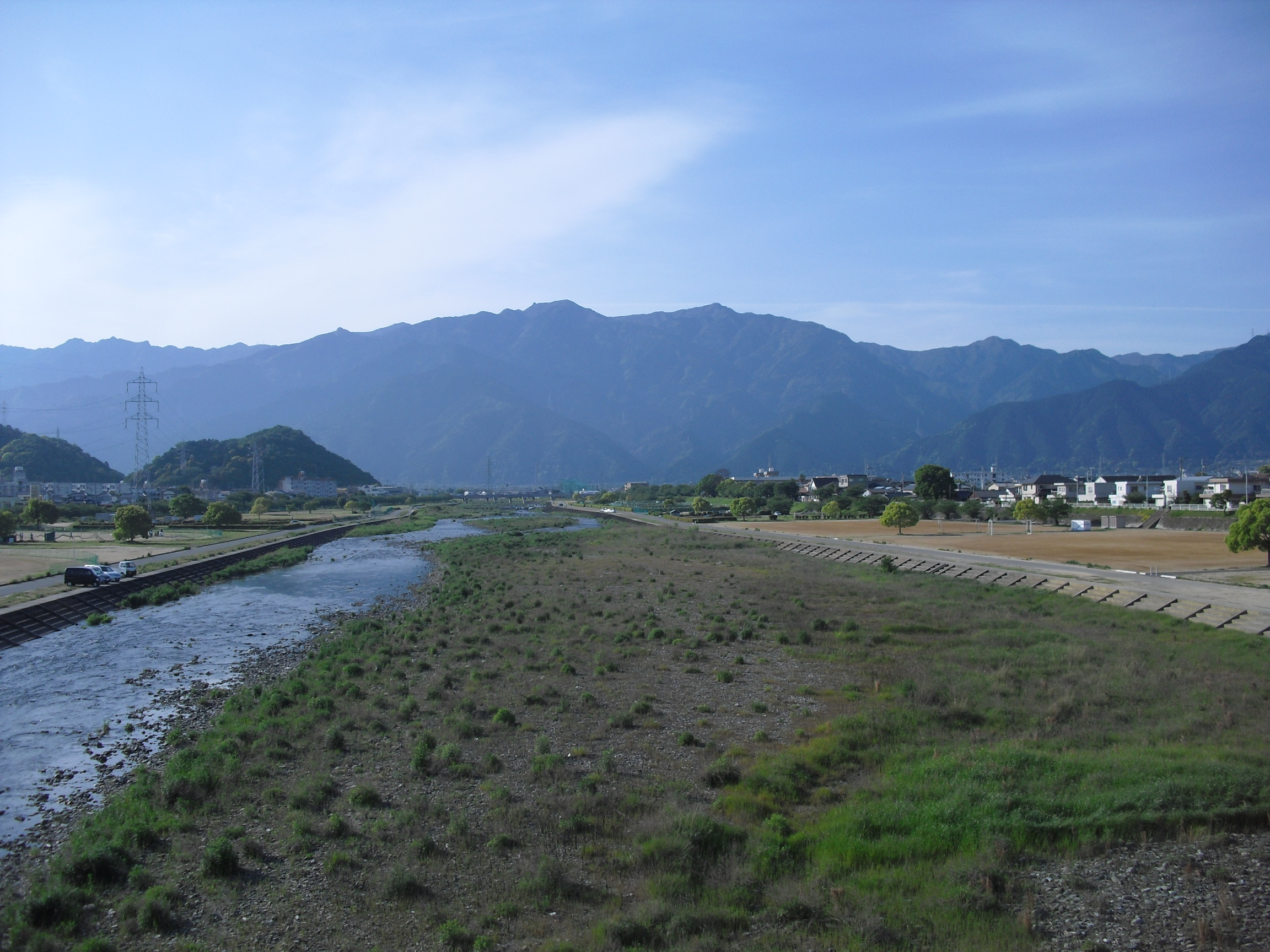
国領川より
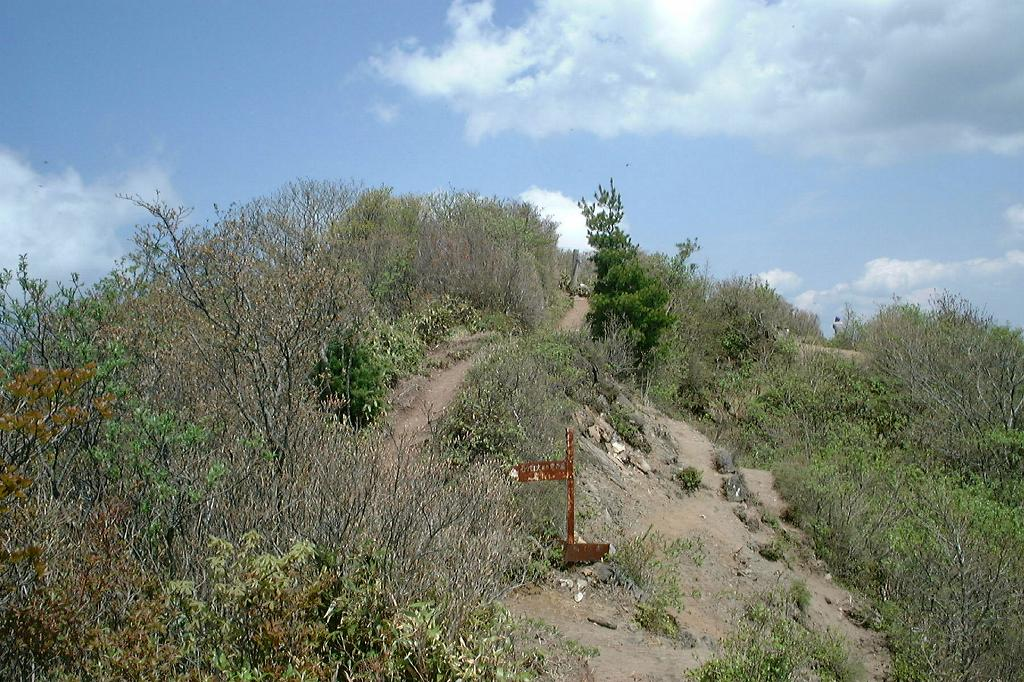
頂上が目前
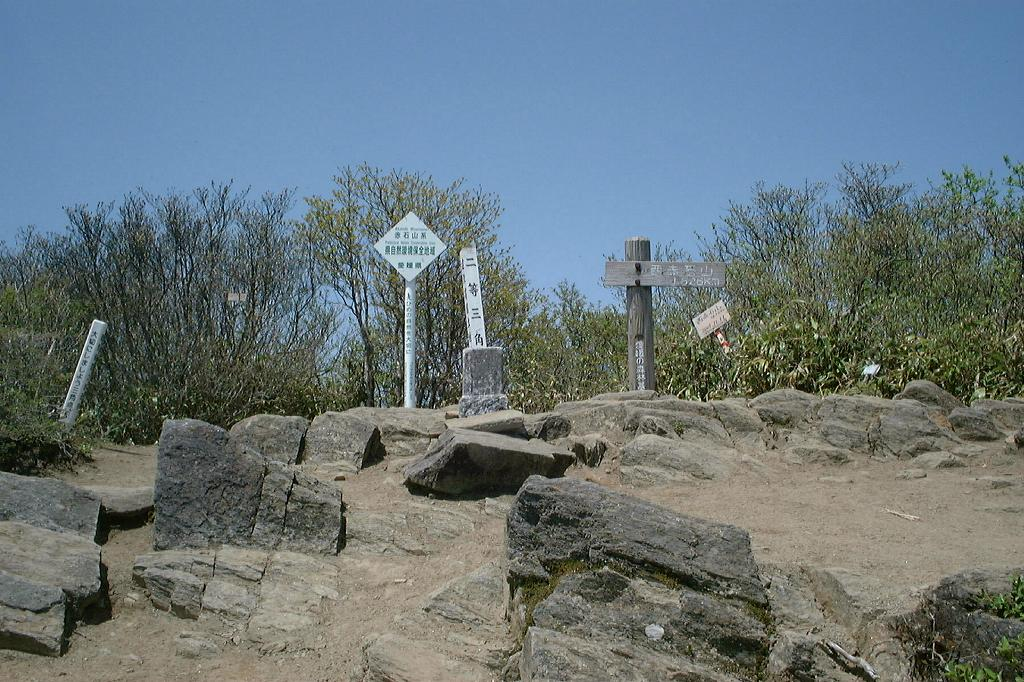
頂上